# Dostoïevski dans la culture russe
Dostoïevski dans la culture russe voit, rassemblées autour de ses œuvres, celles d'autres écrivains, de musiciens, d'artistes du théâtre, de l'opéra, et du ballet, russes également ou occidentaux témoignant de cette culture.
En France, c'est Eugène-Melchior de Vogüé qui fait connaître dans les années 1890 les œuvres de Dostoïevski. Il s'agit d'une image réduite, incomplète dont les lecteurs ne vont se recruter que lentement en face de la masse énorme de Léon Tolstoï qui encombre l'horizon . Charles Morice ne publie qu'une version « procustement mutilée » des Frères Karamazov, selon Gide, et il faut attendre 1906 pour qu'une version soi-disant complète soit publiée à la Librairie Charpentier. Seuls trois de ses livres, Les Pauvres Gens, Souvenirs de la maison des morts et Crime et Châtiment, sont signalés par de Vogüé, qui reconnaît le talent de l'auteur russe.
Pour Ettore Lo Gatto, l'influence de Fiodor Dostoïevski entre la fin du XIXe siècle et le début du XXe siècle fut d'abord plus philosophique qu'artistique. C'est son slavophilisme et son christianisme qui attirent les esprits. Il a fallu attendre le décadentisme d'une part et les études psychologiques d'autre part, pour que son influence s'exerce sur le plan littéraire, puis sur les autres domaines tels que la musique, l'opéra ou le ballet.

## Dostoïevski et la littérature
Le thème de l'influence de Fiodor Dostoïevski dans la littérature est appelé en russe la dostoïevchtchina, et dans le dictionnaire Ouchakov de 1935 réalisé par le linguiste Dmitri Nikolaïevitch Ouchakov, ce qui est donné comme caractéristique de cette influence littéraire de l'auteur est :
- 1. La capacité marquée d'analyse psychologique à la manière de Dostoïevski.
- 2. Des descriptions littéraires sur l'instabilité émotionnelle des personnages, leurs expériences émotives fortes et contradictoires comme cela se présente chez les héros des romans de Dostoïevski[7].

Dans la jeune Russie soviétique fleurissent des expressions désobligeantes variées pour qualifier les auteurs ou les héros des romans pré-révolutionnaires, les nobles et même les contemporains suspectés d'être hostiles au nouveau pouvoir en place : l'« oblomovisme », l'« onéguinovisme » pour caractériser Eugène Onéguine, le « karamazovisme » qui se réfère à la famille Karamazov, le « boulgakovisme » qui se réfère à la personnalité de l'écrivain Mikhaïl Boulgakov.
Le critique littéraire Alexandre Dolinine étudie la présence de la « dostoïevchtchina » dans un article intitulé « Nabokov, Dostoïevski et la dostoïevchtchina », et en particulier dans le roman de Vladimir Nabokov, La Méprise. Malgré les rapprochements qui peuvent être étudiés entre l'œuvre de Dostoïevski et des écrivains d'Europe occidentale ce terme « dostoïevchtchina » n'est pas utilisé par la critique à leur propos.
L'influence de Dostoïevski est clairement perceptible dans la prose soviétique des années 1920 : dans le roman de Leonid Leonov Le Voleur, dans les œuvres d'Ilya Ehrenbourg, dans L'Année nue de Boris Pilniak.
Dans un rapport daté de 1926 sur Les Frères Karamazov, Vladimir Nabokov discute des « raisons de l'insignifiance de la littérature soviétique », et il en trouve des traces dans « la banalité de Dostoïevski » et dans l'idée d'une grande « âme slave » dans l'esprit d'écrivains tels que Fiodor Gladkov, Lidia Seïfoullina, Mikhaïl Zochtchenko. Dans ce rapport, comme dans le roman La Méprise de Nabokov, « la polémique n'est pas tant dirigée contre Dostoïevski, mais seulement contre “l'attitude actuelle à son égard” et contre ses interprètes et successeurs, responsables d'une “dostoïevchtchina sombre”.
Alexandre Dolinine répertorie les extraits parodiés par Nabokov de cette « dostoevchtchina » : les romans de Valéri Brioussov, le récit de Leonid Andreïev intitulé La Pensée, Le cheval blême de Boris Savinkov, les scènes de cabaret dans Pétersbourg d'Andreï Biély et ses Notes d'un original, le récit anti-émigrants d'Alexis Nikolaïevitch Tolstoï, intitulé Le manuscrit trouvé sous un lit, et une série de récits en prose d'auteurs soviétiques des années 1920. Selon Dolinine, le modèle de base qui a servi à Nabokov pour ses parodies de la « dostoïevchtchina » est le récit d'Ilya Ehrenbourg : L'été de l'année 1925 .
Il est significatif que D. S. Mirsky n'ait pas été attiré par l'œuvre de Dostoïevski. Dans un article académique sur l'écrivain, dans son Histoire de la littérature russe (1926) Mirsky n'utilise jamais le terme « dostoïevchtchina ». V. V. Nabokov considérait cette œuvre de Mirsky comme « La meilleure histoire de la littérature russe dans toutes les langues, y compris en russe ». Par ailleurs, Nabokov, dans ses Cours de littérature russe (première édition en 1981), parle des Carnets du sous-sol comme de la quintessence de la « dostoïevchtchina ».

## Dostoïevski et le théâtre
Selon Ettore Lo Gatto, si Dostoïevski est, en général, opposé au théâtre et à ses artifices, il n'en apparaît pas moins comme le plus théâtral des écrivains russes. Certains critiques ont même été jusqu'à définir ses romans comme des « tragédies » du fait de leur présentation même, mais surtout de leur orientation vers la solution tragique, la « catharsis ». Même les parties narratives, par leur sécheresse, confirment cette interprétation. Nina Gourfinkel rappelle que dans sa jeunesse, Dostoïevski avait rêvé d'être dramaturge. Ses dons de dramaturge, il les a transposés dans ses romans. Dès ses premiers récits, sa tendance à la dramatisation se fait sentir, mais c'est surtout dans ses grands romans écrits dans les quinze dernières années de sa vie que l'on découvre son goût pour une présentation sous forme de scènes des grands problèmes intellectuels, philosophiques et sociaux.
Les œuvres dramatiques de l'écrivain ont été rapidement représentées au théâtre. Très vite après la sortie de Crime et Châtiment (1866), des pièces sont tirées du roman. En France, dès 1888, Paul Ginisty et Hugues Le Roux créent une pièce de ce roman avec Paul Mounet à l'Odéon. En 1933, Gaston Baty crée une nouvelle adaptation, mais remarque qu'il y en a déjà trois françaises et sept étrangères.
La première de la pièce Les Démons date du 29 septembre 1907 au Théâtre de la société littéraire et artistique de Pétersbourg. Elle a été suivie de la pièce Les Frères Karamazov au Théâtre d'art de Moscou en 1910, et de Les Démons (sous le titre Nikolaï Stavroguine le 23 octobre 1913). Maxime Gorki tenta d'empêcher la représentation, soutenu par les bolchévistes (article : Sur le « karamazovisme », à deux reprises). Gorki donnait, au début, une évaluation négative de l'œuvre de Dostoïevski qu'il traite de « mauvais génie », sado-masochiste.
La pièce Nikolaï Stavroguine a été présentée et défendue lors d'une réunion de la Société religieuse et philosophique de Moscou le 2 février 1914 par S N Boulgakov dans sa conférence « La Tragédie russe ». Viatcheslav Vsevolodovitch Ivanov a quant à lui présenté l'article sur « Le mythe principal du roman Les Démons ».
En octobre 1911, Jacques Copeau et Jean Croué publient ensemble Les Frères Karamazov aux éditions de la NRF, une adaptation d'après Dostoïevski, qui avait été créée le 6 avril au Théâtre des Arts à Paris et présentée dans Le Figaro du 4 avril 1911 par André Gide,,.
En avril 1911, Jacques Copeau et Jean Croué montent la pièce des Frères Karamazov qu'André Gide présente dans Le Figaro du 4 avril 1914. D'autres représentations des Les Frères Karamazov ont encore eu lieu 50 ans plus tard en 1960.
La pièce Les Démons a encore été créée par Lev Dodine au Maly Drama Théâtre en 1991.
Les représentations théâtrales des œuvres de Dostoïevski ainsi que des critiques sont répertoriées dans la biographie « Dostoïevski et le théâtre, 1846–1977» (1980) du critique Sergei Belov. En France, on peut citer parmi les représentations :
- 1911 : Les Frères Karamazov, adaptation et mise en scène par Jacques Copeau et Jean Croué, Théâtre des Arts Paris
- 1972 : Les Frères Karamazov, mise en scène par Georges Vitaly, Théâtre Graslin Nantes
- 2012 : Les Frères Karamazov, par Richard Crane
- 2013 : Les Tentations d'Aliocha d'après Les Frères Karamazov, mise en scène par Guy Delamotte.
- 2016 : Karamasov, adaptation et mise en scène par Jean Bellorini, au Festival d'Avignon 2016

## Dostoïevski et l'opéra
L'influence de Dostoïevski dans le domaine de la musique est décrite de manière détaillée dans la monographie due à Abram Gozenpoud « Dostoïevski et la musique». Ce critique considère que le talent de Dmitri Chostakovitch a certaines ressemblances avec celui de Dostoïevski.
- L'opéra Iolka (arbre de Noël) est le premier opus musical basé sur une œuvre de Dostoïevski. C'est un opéra en un acte et trois scènes sur base du conte La Petite Fille aux allumettes de Hans Christian Andersen et du récit de Dostoïevski Le petit garçon du Christ sur le sapin du compositeur Vladimir Rebikov[26], ор. 21, 1900. La première a lieu le 30 octobre 1903, au théâtre de l'« Aquarium » à Moscou; en 1905, à Kharkiv ; en 1906, à Prague.
- L'opéra Le Joueur du compositeur russe Sergueï Prokofiev est la première variante de l'œuvre sur le sujet éponyme du roman de Dostoïevski en 1916[27]. Après l'avoir retravaillé, il est présenté dans une deuxième variante en 1929 à Bruxelles en français (Le Joueur, op. 24, 1927). La première de cet opéra à Moscou n'eut lieu qu'en 1974.
- L'opéra De la maison des morts (Z mrtvého domu) du compositeur tchèque Leoš Janáček s'accompagne d'un livret inspiré de Souvenirs de la maison des morts de Dostoïevski. La première représentation a lieu en 1930 au Théâtre national de Brno. C'est une des meilleures transpositions des œuvres de Dostoïevski, avec l'opéra Le Joueur de Sergueï Prokofiev [28].
- L'oratorio Le Grand Inquisiteur (Der Großinquisitor) pour baryton, chœur et orchestre, est créé en 1942 par le compositeur allemand Boris Blacher qui a étudié la musique à Irkoutsk en Sibérie et à Tallinn en Estonie. La première représentation a lieu à Berlin le 14 octobre 1947 à Berlin.
- L'opéra Raskolnikov du compositeur suisse Heinrich Sutermeister est en deux actes, sur un livret de Peter Sutermeister, en allemand, suivant le roman de Dostoïevski Crime et Châtiment. La première a lieu le 14 octobre 1948 à l'Opéra royal de Stockholm. Le compositeur représente sur scène le dédoublement de personnalité de Raskolnikov, la première partition est écrite pour un ténor. Quant au double, c'est un baryton qui joue le rôle de Raskolnikov[29].
- L'opéra L'Idiot, en 4 actes est l'œuvre du compositeur russe Mieczysław Weinberg. C'est le dernier opéra de ce musicien, mort en 1996[30].
- L'opéra créé par Sébastien Gaxie sur un livret de Volodia Serre, musique dirigée par Pierre Roullier, a pris comme sujet la nouvelle de Dostoïevski de 1877 : Le Rêve d'un homme ridicule. Il a été représenté au Théâtre de l'Athénée-Louis-Jouvet à Paris en février-mars 2017 sous le titre Je suis un homme ridicule[31].

## Dostoïevski et le ballet
- 1980 — Première du ballet L'Idiot à Leningrad par le maître de ballet Boris Eifman sur le roman éponyme de Dostoïevski et sur la musique de la Symphonie nº 6 de Tchaïkovski[32]
- 1995 — création du ballet Les Karamazov par Boris Eifman suivant le roman de Dostoïevski sur une musique de Sergueï Rachmaninov, Richard Wagner et Modeste Moussorgski
- 2013 — Boris Eifman crée un nouveau ballet Karamazov en 1995 sous le nom « De ce côté là du péché » d'après le roman de Dostoïevski Les Frères Karamazov sur la musique de Rachmaninov, Wagner et Moussorgski[33]
- 2015 — Au printemps et l'été 2015, au théâtre musical d'Omsk le maître de ballet Nadejda Kalinina crée un ballet original L'Idiot sur base du roman homonyme de Dostoïevski et une musique de Tchaïkovski. La chorégraphie est différente de celle de Boris Eifman[34],[35]. La première eut lieu le 30 juillet 2015.